# SN 1996bw
SN 1996bw – supernowa typu II odkryta 30 listopada 1996 roku w galaktyce NGC 664. W momencie odkrycia miała maksymalną jasność 17,50m.